# 압드 알 라흐만 2세

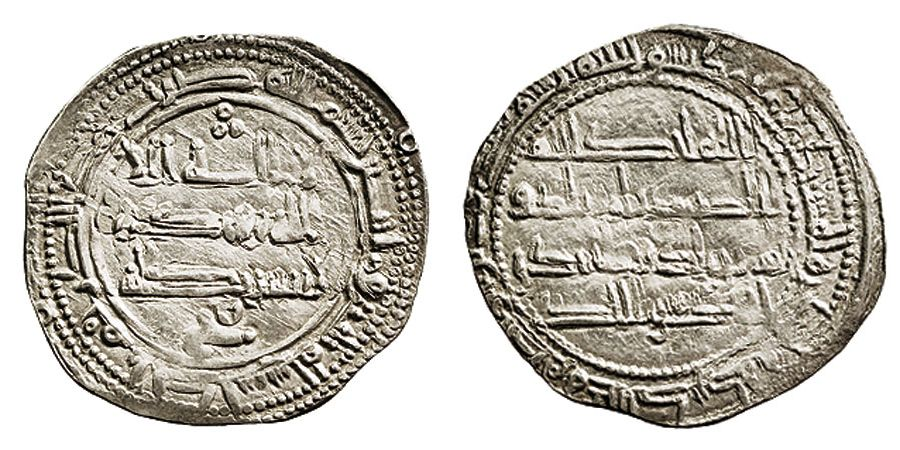

압드 알 라흐만 2세(792년 ~ 852년)는 822년부터 사망 시까지 알안달루스 이베리아반도를 통치한 제4대 우마이아왕조 코르도바 토후국의 아미르이다.
알 라흐만 2세는 톨레도에서 아미르 알 하캄 1세의 아들로 태어났다.
839년 또는 840년에 알 가잘 하의 대사를 콘스탄티노폴리스로 보내어 아바스 칼리파국에 대항하여 비잔티움 제국과 상호협조조약에 서명하게 했다.